# JDS Izumo
Pour les articles homonymes, voir Izumo.
Le JS Izumo (DDH-183) est un destroyer porte-hélicoptères (DDH dans la classification du Japon) de la Force maritime d'autodéfense japonaise, lancé le 6 août 2013. C'est le second navire à porter le nom de la province d'Izumo, après un croiseur cuirassé (le Izumo) du début du XXe siècle et le premier de la classe Izumo.

## Caractéristiques
Il est construit par IHI Marine United Yokohama Shipyard pour accueillir jusqu'à officiellement 14 hélicoptères (une trentaine selon d'autres estimations) et dispose de 5 spots sur son pont d'envol. Il est destiné à la lutte anti-sous-marine, à jouer le rôle de navire-amiral et assurer un rôle de sauvetage. Il a un équipage de 470 personnes (contre 170 pour le Mistral français), peut transporter 450 passagers militaires et civils et pourra embarquer des V-22 Osprey de la force terrestre d'autodéfense japonaise. Il est équipé d'un sonar OQQ-22 et de deux lanceurs Raytheon RIM-116 Rolling Airframe Missile SeaRAM.
Le JS Izumo est, à son lancement, le plus grand navire militaire japonais construit depuis la Seconde Guerre mondiale. Ses essais ont commencé en septembre 2014 et il est entré en service le 25 mars 2015,.
Ce navire attire les critiques de la Chine, qui dénonce son potentiel à recevoir d'autres types d'aéronefs et risque de changer l'équilibre militaire en Asie. Il porte le nom d'un navire japonais qui a participé à la guerre sino-japonaise des années 1930. Pour la Chine, le choix de ce nom est considéré comme malsain, voire provocateur. Le Japon répond que les traditions sont par là, respectées et que le nom est aussi celui d’une ville du Japon.
Le deuxième navire de sa classe, le JDS Kaga (DDH-184) est lancé en 2015 et entré en service en 2017.
Les deux navires de la classe Izumo porteront à sept le nombre de porte-hélicoptères en service actif au sein de la marine japonaise en remplacement des deux navires de la classe Shirane. Les Izumo affichent le plus gros tonnage, suivis par deux navires de 13 900 tonnes (le JDS Hyūga et le JDS Ise) et trois navires de la classe Osumi de 8 900 tonnes.

## Opérationnel

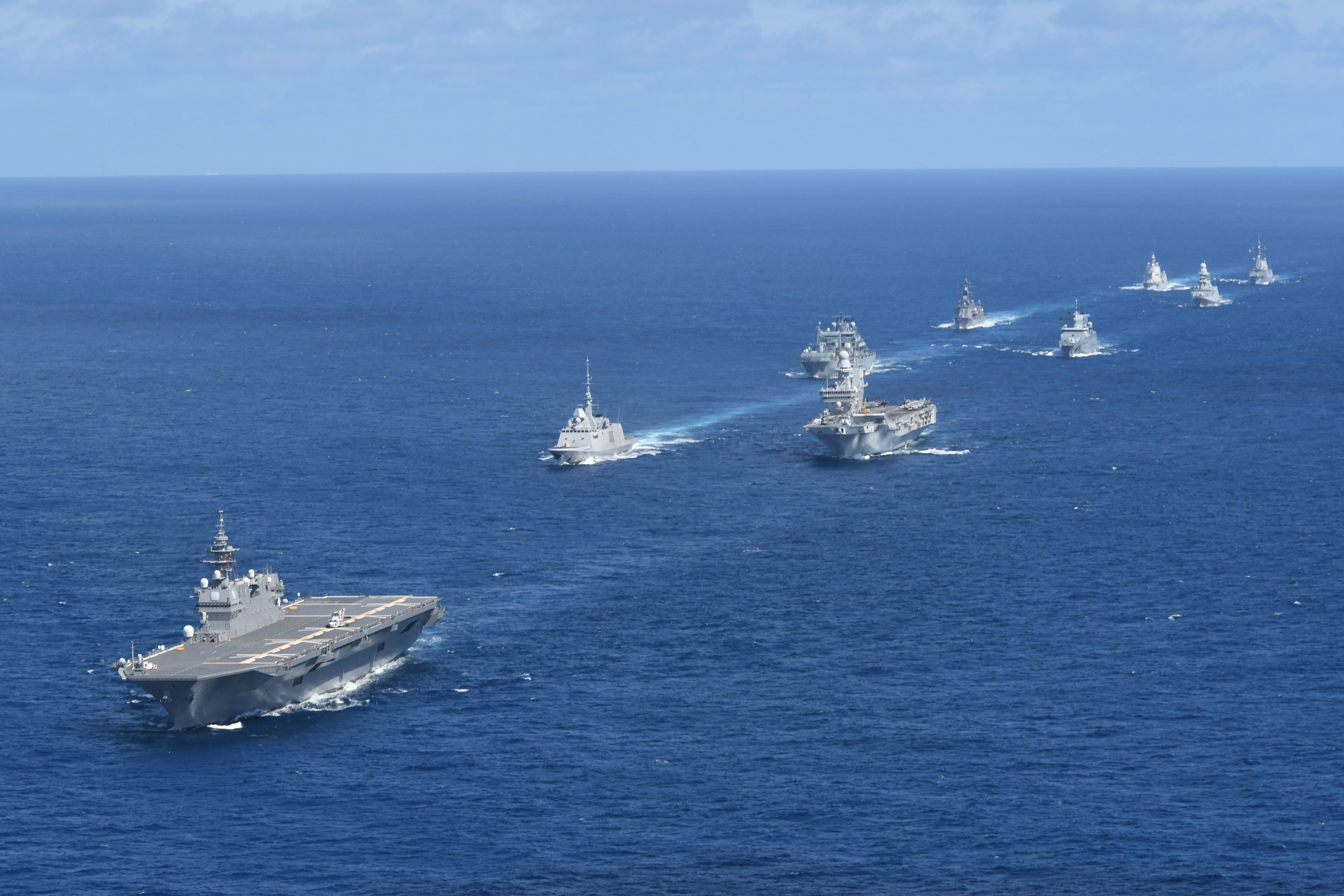
Lors de Noble Raven24 avec les marines : française Bretagne (frégate), italienne Alpino (F594), allemande Frankfurt Am Main (A-1412), autralienne.

En décembre 2018, le gouvernement japonais annonce qu'il veut convertir en porte-aéronefs le Izumo pour qu'il puisse recevoir des F-35B faisant ainsi de ce bâtiment le premier porte-aéronefs japonais depuis la Seconde Guerre mondiale. 
Lors d’une première phase de la modification du JDS Izumo, celui-ci étant désormais en mesure d’embarquer des F-35B depuis juin 2021. Une seconde phase, prévue en 2024, visera à modifier son avant, cette dernière devant prendre une forme rectangulaire pour faciliter les opérations aériennes. Les forces d’autodéfense japonaises ne disposant pas encore de F-35B, le JDS Izumo embarquera des appareils de l’US Marine Corps. L’annonce en a été faite le 1er septembre 2021, par le général David H. Berger, son chef d’état-major.